# Music from Another Dimension!
Music From Another Dimension! es el decimoquinto álbum de estudio de Aerosmith, lanzado el 6 de noviembre de 2012 por el sello Columbia Records. Es su primer álbum de estudio publicado desde 2004.

## Lista de canciones
| N.º   | Título                      | Escritor(es)                                                                    | Duración |  |
| 1.    | «LUV XXX»                   | Steven Tyler, Joe Perry                                                         | 5:17     |  |
| 2.    | «Oh Yeah»                   | Perry                                                                           | 3:41     |  |
| 3.    | «Beautiful»                 | Tyler, Marti Frederiksen, Brad Whitford, Joey Kramer, Tom Hamilton              | 3:05     |  |
| 4.    | «Tell Me»                   | Hamilton                                                                        | 3:45     |  |
| 5.    | «Out Go the Lights»         | Tyler, Perry                                                                    | 6:55     |  |
| 6.    | «Legendary Child»           | Tyler, Perry, Jim Vallance                                                      | 4:15     |  |
| 7.    | «What Could Have Been Love» | Frederiksen, Russ Irwin, Tyler                                                  | 3:44     |  |
| 8.    | «Street Jesus»              | Tyler, Whitford, Perry                                                          | 6:43     |  |
| 9.    | «Can't Stop Lovin' You»     | Tyler, Frederiksen, Whitford, Kramer, Hamilton                                  | 4:04     |  |
| 10.   | «Lover Alot»                | Tyler, Frederiksen, Perry, Hamilton, Whitford, Kramer, Jesse Kramer, Marco Moir | 3:35     |  |
| 11.   | «We All Fall Down»          | Diane Warren                                                                    | 5:14     |  |
| 12.   | «Freedom Fighter»           | Perry                                                                           | 3:19     |  |
| 13.   | «Closer»                    | Tyler, Frederiksen, Kramer                                                      | 4:04     |  |
| 14.   | «Something»                 | Perry                                                                           | 4:37     |  |
| 15.   | «Another Last Goodbye»      | Tyler, Desmond Child, Perry                                                     | 5:47     |  |
| 67:59 |                             |                                                                                 |          |  |